# Деалу Валени (Валча)
Деалу Валени (рум. Dealu Văleni) насеље је у Румунији у округу Валча у општини Затрени. Oпштина се налази на надморској висини од 392 m.

## Становништво
Према подацима из 2002. године у насељу је живело 250 становника, од којих су сви румунске националности.